# サンフアン (軽巡洋艦)
サンフアン (USS San Juan, CL-54) は、アメリカ海軍の軽巡洋艦。アトランタ級軽巡洋艦の4番艦。艦名はプエルトリコのサンフアン（スペイン語で洗礼者ヨハネを意味するサンフアン）に因む。その名を持つ艦としては2隻目。

## 艦歴
「サンフアン」はマサチューセッツ州クインシーのベスレヘム・スチール、フォアリバー造船所で1940年5月15日に起工する。1941年9月6日にマルガリータ・コル・デ・サントーリ夫人によって命名・進水し、1942年2月28日に艦長ジェームズ・E・マーヘル大佐の指揮下で就役した。

### 1942年
大西洋での整調後、「サンフアン」は空母「ワスプ (USS Wasp, CV-7) 」を中心に形成された空母任務群の一部として1942年6月5日に北アメリカ大陸東海岸のバージニア州ハンプトン・ローズを出航し、太平洋に向かった。任務群は、ソロモン諸島に向かう兵員輸送船団の護衛として6月30日にカリフォルニア州サンディエゴを発つ。同部隊は第二次世界大戦において海軍が行う初めての大規模揚陸作戦に参加する予定であった。
フィジー諸島での予行演習の後、「サンフアン」はウォッチタワー作戦に従事し、1942年8月7日にフロリダ諸島ツラギ島への上陸部隊に対して砲撃支援を行った（フロリダ諸島の戦い）。これに対しラバウルを発進した日本海軍の一式陸上攻撃機と九九式艦上爆撃機が、揚陸作業中の連合軍輸送船団に空襲をおこなう。輸送船団と護衛艦艇は自分達の対空砲火と、フレッチャー提督の空母機動部隊から飛来したF4F戦闘機が応戦した。駆逐艦「マグフォード (USS Mugford, DD-389) 」が小破した。
ビクター・クラッチレー提督（旗艦「オーストラリア」）隷下のノーマン・スコット少将は「サンフアン」に将旗を掲げ、東方部隊（軽巡「サンフアン」「ホバート」、駆逐艦「モンセン」「ブキャナン」）として、フロリダ諸島とガダルカナル島間のシーラーク水道東側を警戒した。なお連合軍輸送船団および護衛艦艇の中で、唯一SGレーダーを装備していたのがサンフアンであった。日本軍の水上部隊は出現せず、何事もなく夜が明けた。
8月8日、連合軍上陸部隊は再びラバウル航空隊の空襲を受けた。連合軍各艦は猛烈な対空砲火を浴びせ、陸攻を主力とする日本軍攻撃隊は大損害をうけた。だが連合軍側も無傷ではいられなかった。駆逐艦「ジャービス (USS Jarvis, DD-393) 」が大破し、輸送船「ジョージ・F・エリオット（USS George F. Elliott, AP-13）」が被弾炎上して放棄された。連日の対空戦でフレッチャー提督の機動部隊もF4F 20機とSBD 1機を失い、連合軍機動部隊は掩護を打ち切って撤退を開始した。
日没後から翌日にかけて、東方部隊4隻（サンフアン、ホバート、モンセン、ブキャナン）は輸送エリア東入口を哨戒中であった。この夜、第八艦隊司令長官・三川軍一中将が率いる外南洋部隊がサボ島南を通過して鉄底海峡に突入し、夜戦で連合軍の南方部隊と北方部隊に大打撃を与える。東方部隊は自分達の鼻先を三川艦隊が通過していったのに、何の行動も起こさなかった。上級部隊から命令はこなかったし、「サンフアン」のスコット少将も状況を尋ねなかった。この夜、ガ島沖にいた連合軍巡洋艦や駆逐艦の中で最新のSGレーダーを装備していたのは「サンフアン」だけだったが、東方部隊の4隻は夜戦に全く関与しなかった。
日中になると、ラバウル航空隊は駆逐艦「ジャービス」に集中攻撃を加えて撃沈したので、連合軍輸送船団は無傷で済んだ。ターナー提督が率いる連合軍輸送船団は物資の大半を揚陸しないまま撤退を開始し、「サンフアン」は最後発部隊を護衛する。ガ島とツラギ島に上陸したアメリカ海兵隊は敵中に取り残され、弾薬と食糧の不足に苦しむ羽目になった。8月13日、連合軍輸送船団はニューカレドニアのヌメアに到着した。
「サンフアン」は再び「ワスプ」と行動を共にして、ニューヘブリディーズ諸島とソロモンの間を哨戒した。8月24日以降の第二次ソロモン海戦では、フレッチャー提督の命令により「ワスプ」を含めた第18任務部隊は燃料補給のため後退していたため、南雲中将の第一航空戦隊とフレッチャー中将の連合軍空母2隻間で繰り広げられた航空戦に参加できなかった。この海戦で翔鶴艦爆隊により空母「エンタープライズ (USS Enterprise, CV-6) 」が損傷した。「サンフアン」もガダルカナル島沖で砲架を破損する事故が発生したため、「サンフアン」は「エンタープライズ」と共に後方に下がることとなった。9月10日、両艦は真珠湾に帰投した。
10月5日、「サンフアン」は海兵隊向けの貨物と20ミリ機銃を積み、南太平洋の戦場に向かった。フナフティ島に到着後、物件を揚陸させた後、ギルバート諸島方面に向けて単艦出撃し、10月16日に南緯04度30分 東経175度30分 / 南緯4.500度 東経175.500度の地点で特設監視艇「海形丸」（大澤權右衞門他、173トン）を撃沈した他、南緯05度00分 東経176度00分 / 南緯5.000度 東経176.000度の地点で特設監視艇「久栄丸」（三鬼久之助、65トン）を自爆に追い込ませた。エスピリトゥサント島で日本人の捕虜を上陸させた後、「サンフアン」は10月23日に「エンタープライズ」と合流した。
3日後の10月26日、日米双方の機動部隊が激突する南太平洋海戦が起こった。この海戦で、キンケイド提督が率いる第16任務部隊（空母「エンタープライズ」、戦艦「サウスダコタ」、重巡「ポートランド」、軽巡「サンフアン」、駆逐艦8隻）として行動した。日米双方が攻撃隊を送り込んだ結果、南雲機動部隊は3隻（翔鶴、瑞鳳、筑摩）が日本本土での修理を必要とする被害を受け、さらに飛行機とパイロットにおびただしい損害を出した。「サウスダコタ (USS South Dakota, BB-57) 」と「サンフアン」の猛烈な対空砲火も、大損害の一因であった。だがアメリカ側も無傷ではいられず、空母「ホーネット (USS Hornet, CV-8) 」と駆逐艦「ポーター (USS Porter, DD-356) 」を喪失し、「エンタープライズ」が中破、「サウスダコタ」、駆逐艦「スミス (USS Smith, DD-378) 」「マハン (USS Mahan, DD-364) 」（衝突事故）が損傷した。「サンフアン」も被害を受けた。第二航空戦隊の空母「隼鷹」から飛来した攻撃隊（九九艦爆 18機、零戦 12機。攻撃隊長・志賀淑雄大尉）が第16任務部隊を襲った際に、「サンフアン」の艦尾に250キロ爆弾が命中して貫通した。浸水も起こったが、舵は辛うじて生きていた。海戦終了後、「サンフアン」は10月30日に任務部隊と共にヌメアに帰投し、次いでシドニーに回航され本修理が行われた。修理を終えた「サンフアン」は、フィジーのナンディで空母「サラトガ (USS Saratoga, CV-3) 」に合流した。

### 1943年
「サンフアン」は1942年12月から1943年6月までは、ヌメアを拠点にソロモン諸島の戦いに参加し、珊瑚海を単独で哨戒した。1943年6月末からのニュージョージア島の戦いでは、「サンフアン」の任務部隊は日本側の反撃を警戒するため、珊瑚海で26日間に及ぶ哨戒を行った。7月遅く、任務部隊はエファテ島、次いでエスピリトゥサント島に下がった。
11月1日、アメリカ軍はブーゲンビル島のタロキナ岬に上陸し、ブーゲンビル島の戦いが始まった。「サンフアン」は「サラトガ」と行動を共にして、ブーゲンビル島とラバウル間の日本側の交通路を遮断した（ラバウル空襲）。次いで、クェゼリン環礁を攻撃する空母「エセックス (USS Essex, CV-9) 」の任務群に加わった。任務群は12月4日と5日のマーシャル諸島沖航空戦で雷撃機の襲撃にあったが、全て撃退した。「サンフアン」は12月6日に任務群から外れ、整備のためメア・アイランド海軍造船所に向かった。

### 1944年
1944年1月19日、「サンフアン」は真珠湾で「サラトガ」と再び合流し、任務群は2月のエニウェトクの戦いを支援した。次いで、「サンフアン」は空母「ヨークタウン (USS Yorktown, CV-10) 」および「レキシントン (USS Lexington, CV-16) 」を護衛し、3月30日から4月1日にかけて、パラオ、ヤップ島およびウルシー環礁への攻撃（パラオ大空襲）を支援した。4月7日、「サンフアン」は空母「ホーネット (USS Hornet, CV-12) 」と合同し、ホーランジアの戦いの支援と、4月29日と30日に行われたトラック諸島への再度の空襲に従事した。「任務群はマーシャル諸島の前進基地に引揚げて整備の後、6月前半からはマリアナ諸島の戦いの前哨戦として、小笠原諸島の父島と硫黄島への攻撃を行った。アメリカ軍はサイパン島に上陸し、これを阻止しようとした日本艦隊をマリアナ沖海戦で打ち破った。サンフアンは、海戦で対空防衛に専念した。
エニウェトク環礁での整備の後、「サンフアン」は空母「ワスプ (USS Wasp, CV-18) 」と「フランクリン (USS Franklin, CV-13) 」の護衛を行い、任務群はグアムの戦いの支援で再度父島と硫黄島を空襲した。パラオとウルシーに対する再度の攻撃の後、「サンフアン」はオーバーホールのためサンフランシスコに回航されることとなり、8月4日、「ヨークタウン」を護衛してエニウェトクを出港した。
オーバーホール後の訓練をサンディエゴと真珠湾で行った「サンフアン」は、11月21日にウルシーに到着して「レキシントン」の任務群に加わった。12月に入り、第38任務部隊（ジョン・S・マケイン・シニア中将）は、来るミンドロ島の戦いに備えてルソン島と台湾を攻撃することとし、その間、日本の航空機を偽の場所におびき出すこととし、「サンフアン」が偽情報を発信する役目で12月7日から単艦行動に出た。しかし、この作戦に日本機は引っかからなかった。12月18日から19日にかけて、任務部隊はコブラ台風に翻弄され、12月24日にウルシーに帰投した。

### 1945年
6日後、第38任務部隊はルソン島の戦いの前哨戦のため出撃した。1945年1月3日から9日にかけて、任務部隊の艦載機は台湾、沖縄島およびルソン島を攻撃。さらに南シナ海に入り、1月10日から20日にかけてインドシナ半島のカムラン湾やサイゴン、香港などの港湾や艦船を攻撃した（グラティテュード作戦、ヒ87船団）。「サンフアン」はウルシーでの整備の後、2月には硫黄島の戦いの援護で、東京への艦載機攻撃を行う「ホーネット」を護衛し、3月1日にウルシーに帰投した後は、沖縄への進撃の準備を行った。
「サンフアン」は3月22日に「ホーネット」と顔を合わせ、4月30日まで南西諸島近海で行動した。「ホーネット」の艦載機は4月21日に南大東島を空襲したほか、4月7日の坊の岬沖海戦では戦艦「大和」の撃沈に一役買った。その9日後に一旦ウルシーに戻った後、再度南西諸島近海に戻って沖縄戦の支援に従事した。「サンフアン」は6月13日に修理のためレイテ湾に帰投し、7月1日からの日本本土への攻撃では第38.1任務群（トーマス・L・スプレイグ少将）に属し、空母「ベニントン (USS Bennington, CV-20) 」の護衛に就いた。8月15日の日本の降伏後、「サンフアン」は8月27日に相模湾に第3艦隊の他の艦艇と共に入港した。
「サンフアン」は、ロジャー・W・シンプソン准将の指揮で実施された捕虜解放作戦に協力した。8月29日、特別部隊は大森、大船および品川の収容所から捕虜を解放した。解放された捕虜は病院船「ベネヴォレンス(USS Benevolence, AH-13) 」と「レスキュー (USS Rescue, AH-18) 」に収容された。「サンフアン」はさらに、名古屋・浜松間と仙台・釜石間にある捕虜収容所の解放作戦にも従事し、作戦終了後の9月23日、戦艦「長門」に横付けした。「サンフアン」は10月28日まで横須賀に滞在した後、11月14日に本国に向けて出港。真珠湾でシンプソン准将を降ろした後、11月29日に本国に凱旋した。3日後、マジック・カーペット作戦に従事して、ヌメアおよびトゥトゥイラ島からの復員将兵をサンペドロまで輸送し、1946年1月9日に到着した。

### 戦後
「サンフアン」は1月24日にブレマートンに回航されて係留され、11月9日に退役して太平洋予備役艦隊に編入された。1949年2月28日、CLAA-54 （防空軽巡洋艦）に艦種変更される。そのまま現役に戻ることなく、10年後の1959年3月1日に除籍され、1961年10月31日にロサンゼルスのターミナル島にあるナショナル鉄鋼所にスクラップとして売却された。
「サンフアン」は第二次世界大戦の戦功で13個の従軍星章を受章した。